# 1071

## أحداث
- 15 أبريل: نهاية حصار باري والذي بدأ في 5 أغسطس 1068.
- 26 أغسطس: حدثت معركة ملاذ كرد الشهيرة بين البيزنطنيين والاتراك المسلمين (الدولة السلجوقيَّة)، انتصر فيها المسلمون انتصارا ساحقا، وأسر الإمبراطور رومانوس الرابع ديوجينيس.

## مواليد
- ويليام التاسع، دوق آكيتاين

## وفيات
- ابن زيدون
- الخطيب البغدادي